# Roberts' prinia
Roberts' prinia (Oreophilais robertsi) is een zangvogel uit de familie Cisticolidae. Deze vogel is genoemd naar de Zuid-Afrikaanse zoöloog Austin Roberts.

## Verspreiding en leefgebied
Deze soort komt voor in de hooglandbossen van oostelijk Zimbabwe en aangrenzend zuidwestelijk Mozambique.

## Status
De grootte van de populatie is niet gekwantificeerd maar de soort wordt omschreven als plaatselijk algemeen. Op de Rode lijst van de IUCN heeft deze soort de status niet bedreigd.